# Fairview Shores
Fairview Shores és una concentració de població designada pel cens dels Estats Units a l'estat de Florida. Segons el cens del 2000 tenia 13.898 habitants.

## Demografia
Segons el cens del 2000, Fairview Shores tenia 13.898 habitants, 5.879 habitatges, i 3.333 famílies. La densitat de població era de 1.372,4 habitants/km².
Dels 5.879 habitatges en un 26,7% hi vivien nens de menys de 18 anys, en un 37,1% hi vivien parelles casades, en un 14,6% dones solteres, i en un 43,3% no eren unitats familiars. En el 31,6% dels habitatges hi vivien persones soles l'11,2% de les quals corresponia a persones de 65 anys o més que vivien soles. El nombre mitjà de persones vivint en cada habitatge era de 2,33 i el nombre mitjà de persones que vivien en cada família era de 2,97.
Per edats la població es repartia de la següent manera: un 23,1% tenia menys de 18 anys, un 7,8% entre 18 i 24, un 34,3% entre 25 i 44, un 20,8% de 45 a 60 i un 14% 65 anys o més.
L'edat mediana era de 36 anys. Per cada 100 dones de 18 o més anys hi havia 93,4 homes.
La renda mediana per habitatge era de 35.399 $ i la renda mediana per família de 41.570 $. Els homes tenien una renda mediana de 31.203 $ mentre que les dones 26.221 $. La renda per capita de la població era de 19.918 $. Entorn del 9,4% de les famílies i el 13,6% de la població estaven per davall del llindar de pobresa.

## Poblacions més properes
El següent diagrama mostra les poblacions més properes.